# Leptogaster concinnata
Leptogaster concinnata là một loài ruồi trong họ Asilidae. Leptogaster concinnata được Williston miêu tả năm 1901. Loài này phân bố ở vùng Tân nhiệt đới.